# A Little More (Ed Sheeran)
A Little More è un singolo del cantante britannico Ed Sheeran, pubblicato il 8 agosto 2025 come quarto estratto dal sesto album in studio Play.

## Video musicale
Il video musicale, diretto da Emil Nava è stato pubblicato in concomitanza con l'uscita del singolo.

## Tracce
1. A Little More – 3:12